# Shipibo-conibo

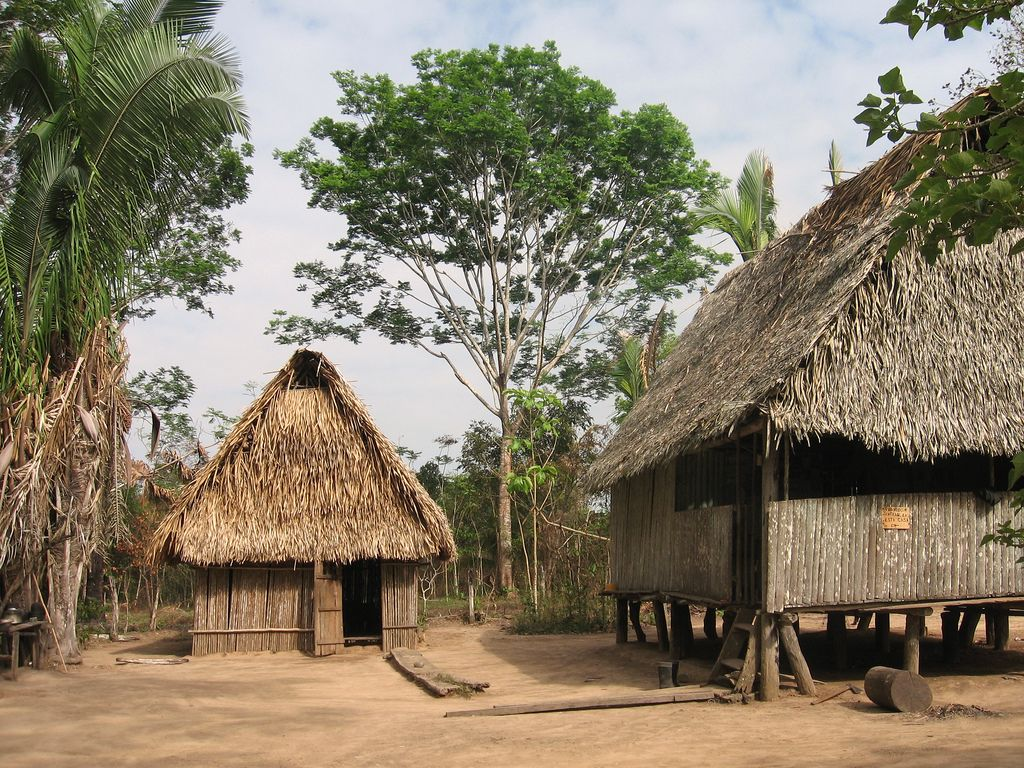
Casa e cozinha de povos da etnia Shipibo

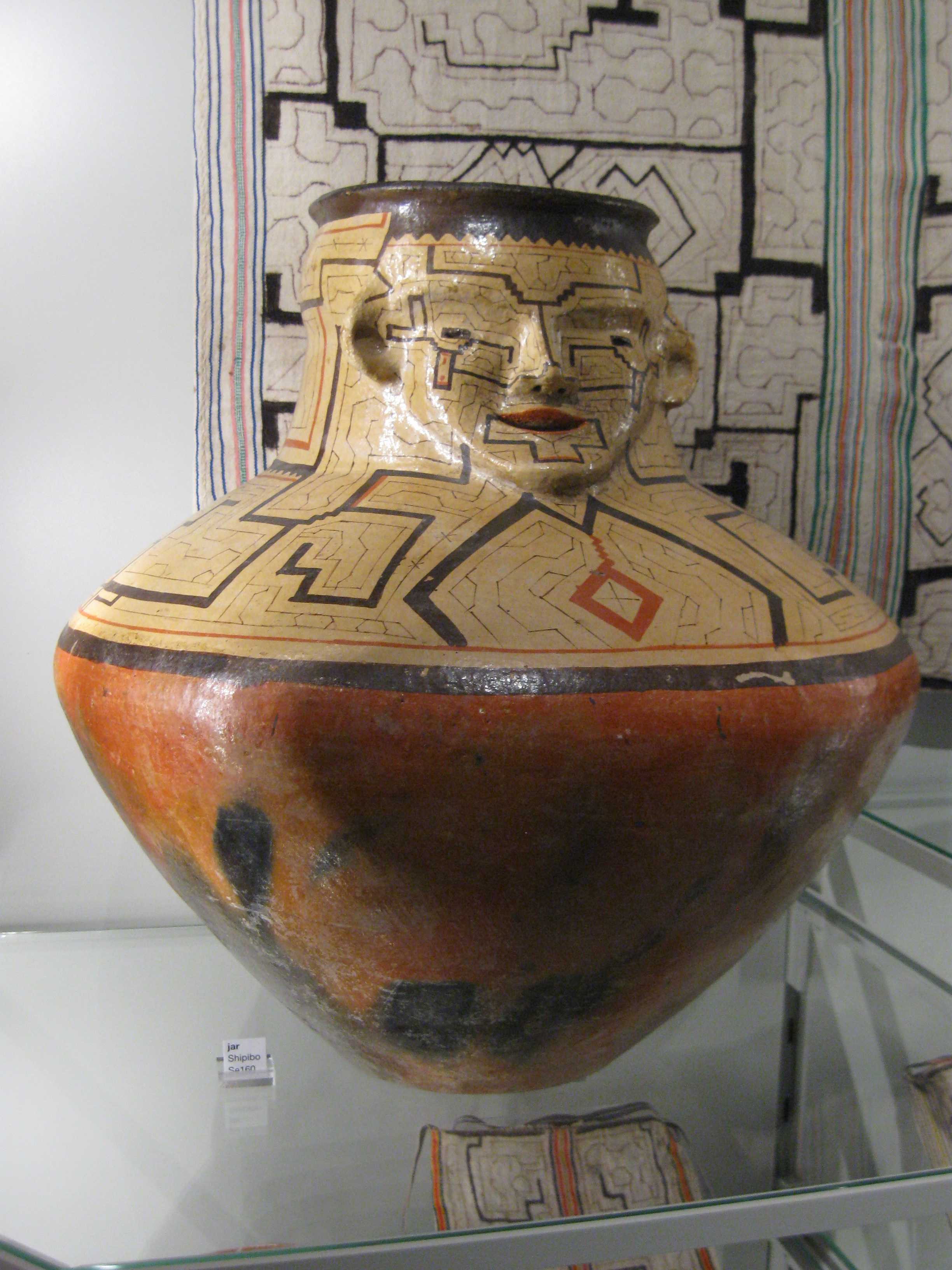
Uma jarra Shipibo

Os Shipibo-Conibo ou  Shipibo-Konibo são um grupo étnico da Amazônia peruana que se distribui ao longo das margens do Ucayali, Callería Pachitea Aguaytía, Tamaya e do lago Yarinacocha, entre as regiões de Huánuco, Madre de Dios, Loreto e Ucayali, no Peru.
Os Conibos  habitavam o Pampa del Sacramento e as margens do rio Ucayali, no Peru. Foram contactados por missionários espanhóis em 1683. Em 1685, franciscanos fundaram uma missão entre eles e foram massacrados
Os Shipibo-Conibo-Shetebo, conhecidos por sua cerâmica, constituem, segundo Erikson, o grupo mais numeroso e atípico dos povos Pano das margens do rio Ucayali. Seu sistema social   proíbe casamento entre parentes até  a sétima geração ascendente. Apesar das diferenças entre os grupos atualmente denominados Shipibo-Conibo, seus cinco dialetos são mutuamente inteligíveis, assim como  o seu xamanismo, que se assemleha também ao de outros povos Pano, a exemplo dos Marubo.

## Distribuição

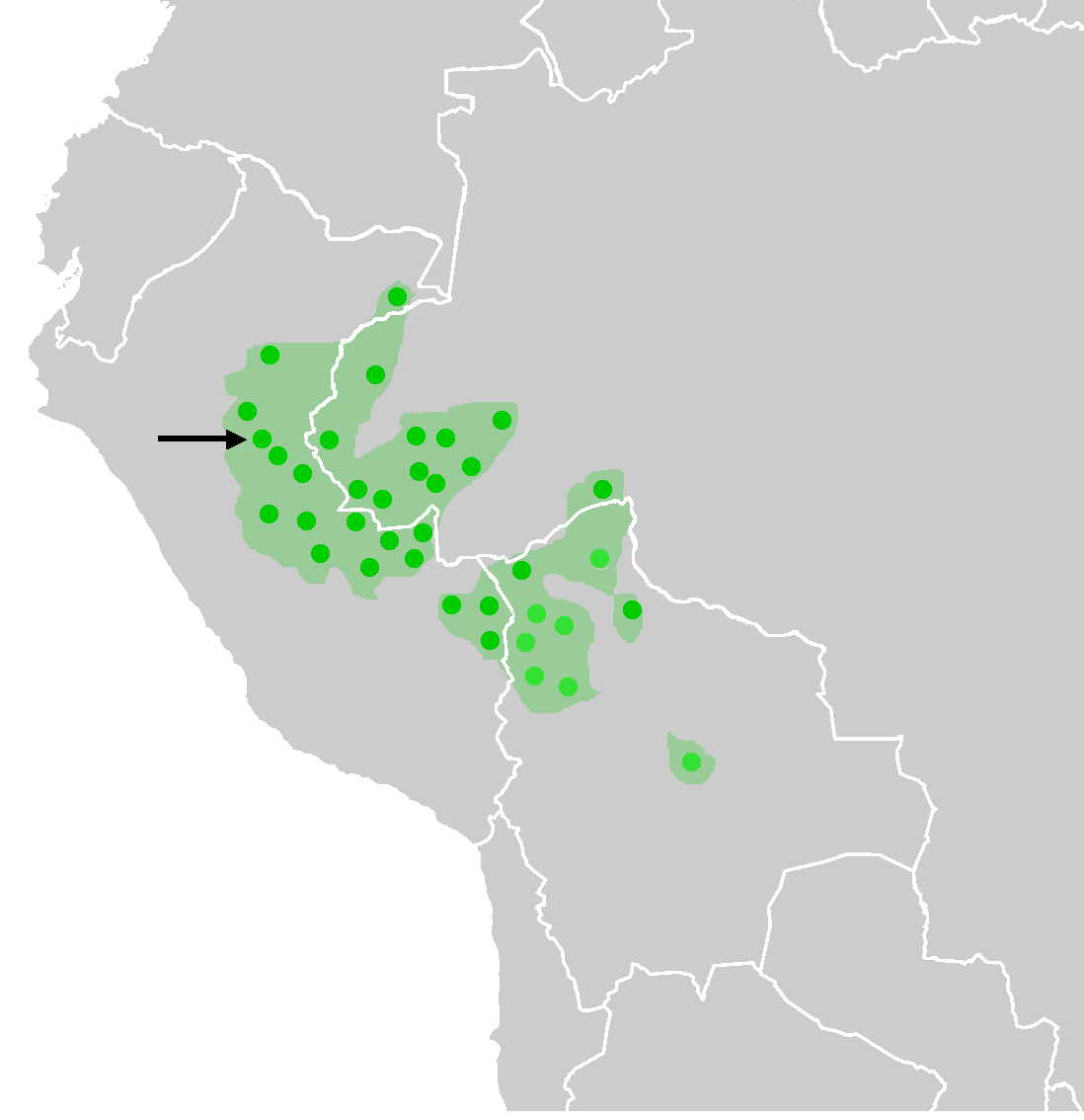
Localizaçao dos Shipibo-Konibo junto a outras etnias da família linguística pano

Na Amazônia peruana, existem mais de 12 etnias diferentes. O povo Shipibo-Konibo se distribui ao longo das margens do rio Ucayali, existinhdo mais de 140 comunidades nativas organizadas nessa região. A cidade mais próxima da região é Pucallpa, no Peru, capital do departamento Ucayali e da província de Coronel Portillo, com cerca de 270 mil habitantes.

## Organização social
A sua organização social caracteriza-se pela existência de:
- um  chefe da comunidade, que é a autoridade principal
- um  encarregado de zelar da limpeza da comunidade
- um encarregado de zelar pela ordem e segurança da comunidade

## Xamanismo
Uma das característica do xamanismo do grupo Pano é a utilização de uma bebida preparada com o cozimento das plantas Banisteriopsis caapi e Psychotria viridis conhecida como Ayahuasca em toda Amazônia. Segundo Luz, que procedeu uma revisão bibliográfica sobre esse uso, embora todos os homens saibam como preparar a bebida, normalmente apenas um ou dois em cada aldeia o fazem habitualmente. Qualquer homem iniciado pode beber, mas o padrão varia: alguns nunca tomam, enquanto outros tomam sempre que é servido, o que acontece mais ou menos uma vez por semana ou, em alguns grupos, uma vez por mês .
O cerimonial envolve uma reunião onde os membros permanecem sentados em bancos apropriados e entoam cânticos e/ou uma repetição rítmica monossilábica, que expressam um diálogo com os espíritos da bebida visões com alto grau de similaridade tanto no conteúdo como na freqüência de ocorrência há relatos de grandes cobras coloridas e brilhantes; onças e jaguatiricas, visões que são discutidas após a cerimônia, buscando-se obter informação a respeito da causa de uma doença da caça ou do comércio.
Ainda segundo Luz (o.c.) entre os Shipibo-Conibo as cerimônias públicas de consumo de beberagens tendo por base a Banisteriopsis caapi desapareceram e atualmente só é ingerida em sessões terapêuticas onde tem o papel de propiciar o diagnóstico e servir de inspiração ao xamã.
Tais cerimônias são realizadas à noite, quando xamã vestido com sua roupa tradicional (tari) utiliza a referida bebida, entoa cânticos medicinais, fuma, defumando o paciente na fumaça de seu cachimbo, enquanto marca o ritmo com o voltear de um maço de ervas fragrantes chamado moe. Referem-se às visões que ele tem então são padrões geométricos (kené/kewé) nos quais se acredita estarem contidas virtudes terapêuticas ao serem desenhados sobre o corpo do paciente.

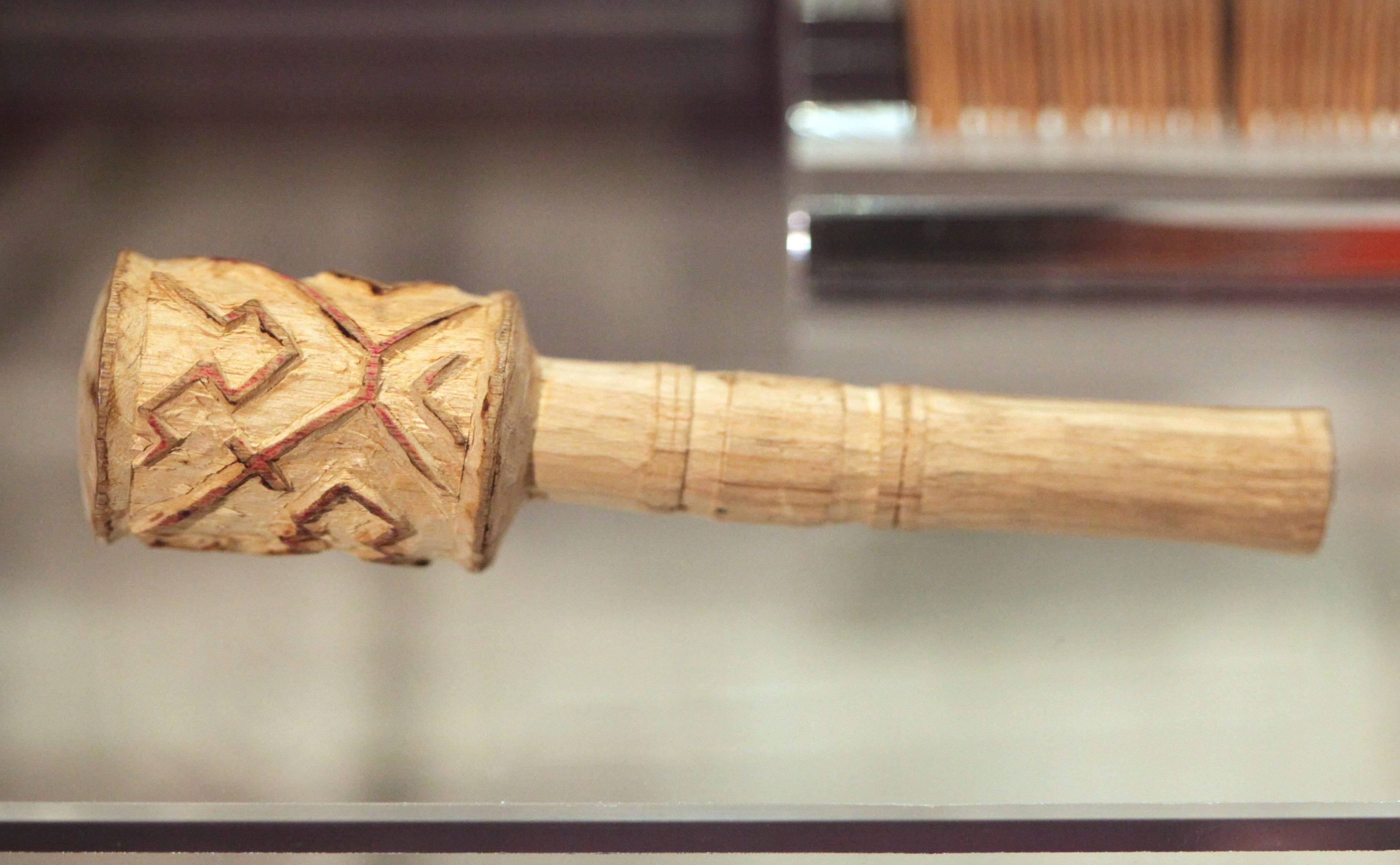
"Carimbo" utilizado por grupos dos Shipibo-Conibo para pintura corporal

Consideram que para que o desenho se fixe são necessárias três a quatro sessões de cinco horas cada. Durante o tratamento o paciente deve abster-se de comidas compradas na cidade, gorduras, sal, açúcar, e condimentos bem como frutas, certas caças e peixes, devendo também evitar o contato com mulheres menstruadas e casais que tenham copulado.
Além das restrições dietéticas, que às vezes também tem que ser seguidas pelos parentes do doente, os curandeiros também receitam ervas combinadas e também podem extrair ou chupar energias e objetos causadores de doenças, alguns lançados por feiticeiros inimigos, no corpo de seus pacientes
Na sociedade shipibo-konibo existe um consenso geral a respeito de que os kené tenham sido ensinados aos Shipibo por uma entidade de nome Inka. O espírito dono do cipó do qual se faz a bebida "ayawaska", para eles é Nishi ibo, contam também com o espírito do colibri, Pino. Há uma correlação entre os cânticos, as visões e os desenhos, os desenhos que irão curar precisam ser fixados ao corpo pelo canto do xamã e pelo voltear do moe. Luz (o.c.)  Brabec, Mori

## Ver também

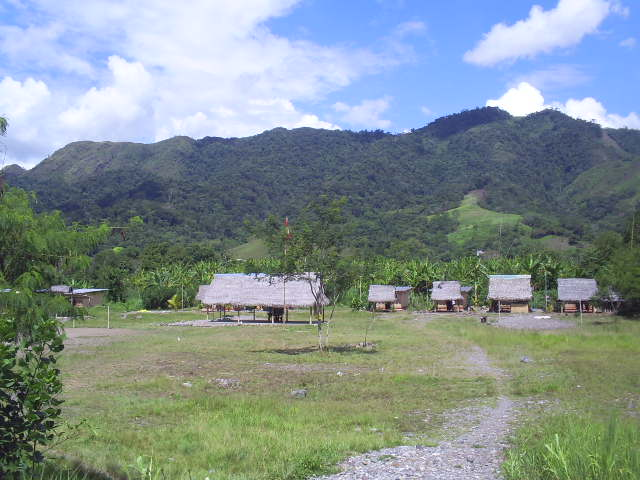
Bena Jema ("Aldeia Nova" em shipibo) é uma comunidade shipibo-conibo situada na entrada da cidade de Tingo María, Peru

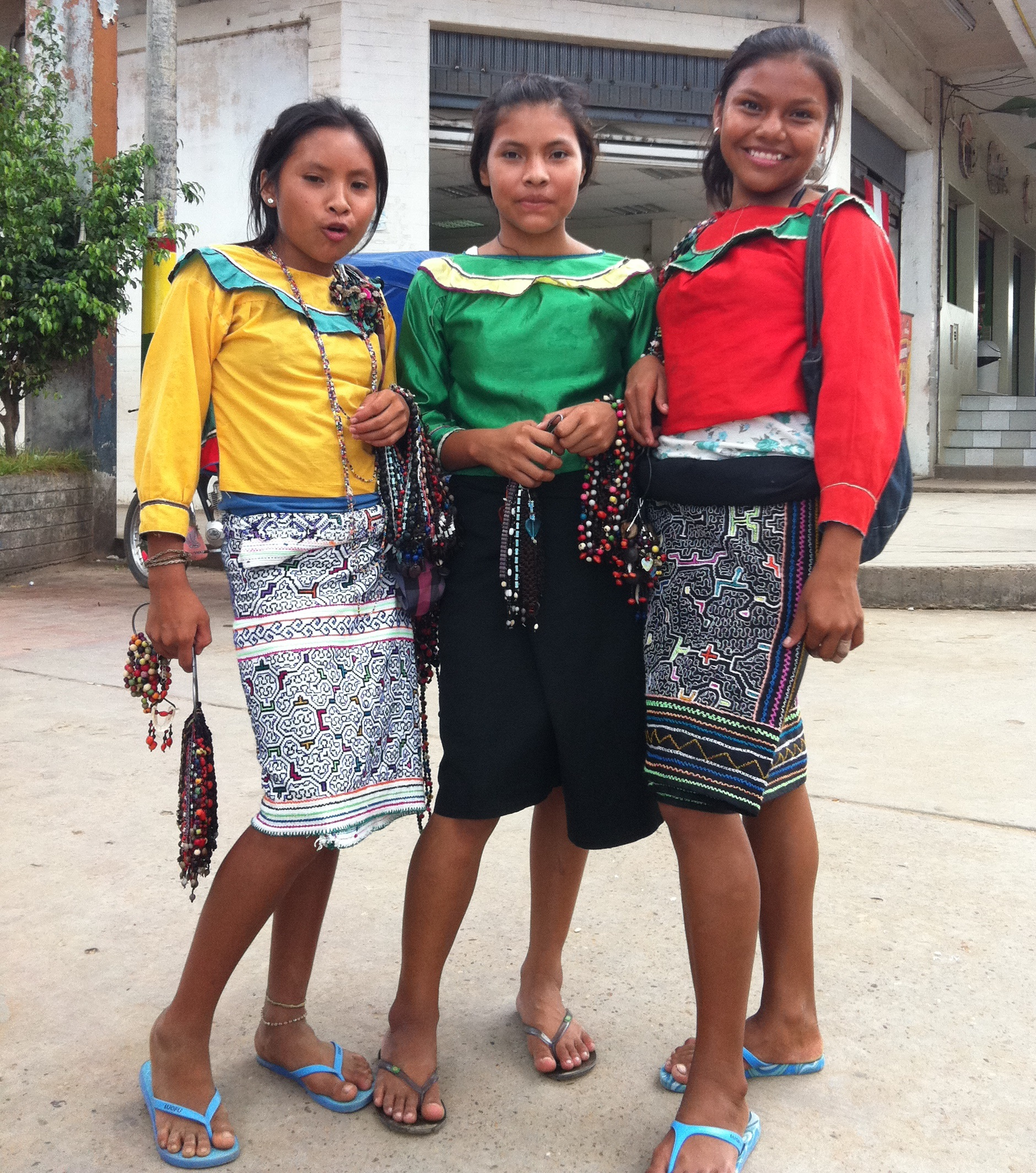
Meninas shipibo em Pucallpa, Peru